# Музей-садиба в Ковпаківці
Музей-садиба в Ковпаківці — етно-екоцентр і приватний музей у селі Ковпаківка Новомосковського району на Дніпропетровщині. Засновник музею — місцевий мешканець, художник і етнограф-любитель Олександр Бондаренко.
Обійстя музею — автентичний зразок народної архітектури Лівобережної України середини XIX ст. Класична для регіону хата-мазанка на два відділення з двома печами, що досі функціонують, сарай на три відділення, погрібник — всі будівлі глинобитні, під очеретяними дахами. За городом музею розкинулись Орільські плавні, далі — річка і ліси.
Експозиція музею формувалася понад 15 років. Спершу Олександр колекціонував старожитності вдома, згодом, у 2009 році, успадкував старовинну садибу від останньої з роду її власників — Галини Андріївни Овсієнко. Після реставрації у 2015 році Музей-садиба в Ковпаківці гостинно приймає відвідувачів.

## Експозиція
Колекціонувати старовинні речі Олександр Бондаренко почав у підлітковому віці, під впливом свого вчителя — дніпровського художника Олександра Нем’ятого, який також має у Ковпаківці майстерню-музей.
Нині колекція Музею-садиби в Ковпаківці налічує 2 тисячі експонатів — це речі народного побуту, переважно місцеві, кінця XIX — поч. XX ст. Тут можна побачити майже все, що використовували тодішні селяни: предмети побуту, мистецтва, знаряддя праці, обрядові речі тощо. Найбільше привертають увагу розписані весільні скрині — 5 місцевих і 2 — із Західної України. Також є відділ місцевої археології — тут представлені артефакти починаючи від кам’яної доби, найбільше археологічних знахідок — доби Київської Русі.

## Діяльність музею
В Музеї-садибі в Ковпаківці за попередніми домовленостями проводяться екскурсії для всіх охочих. З них можна дізнатися більше про історію Приорілля, народну архітектуру, побут, традиції, доторкнутися до експонатів з віковою історією, деякі спробувати в дії, смачно поїсти і поринути в атмосферу давніх часів.
Для відвідувачів пропонується кілька маршрутів у межах Ковпаківки — до річки Оріль, у ліс, до 300-річної «Цариці-верби», на Рящанську гору, до «Півня», що стоїть на перехресті трьох областей. Також на базі музею діє етнографічний гурт «Коло», до якого входять місцеві юнаки і дівчата, відбуваються різноманітні майстер-класи, різдвяний вертеп, зустрічі з народними майстрами, етнографами, музиками, художниками та іншими діячами. Тут проводяться семінари, тренінги, традиційні святкування.
У 2020 році на території музею-садиби знімали сцени для документального серіалу «Загадки Олександра Поля».
Музей плідно співпрацює з Молодіжним центром «Освіторіум», фольклористичним гуртом «Родовичі», екскурсійним клубом «Дніпро», ПЛАСТ.Дніпро, гончарем Сергієм Пелихом, кобзарем Миколою Шапою.

## Галерея

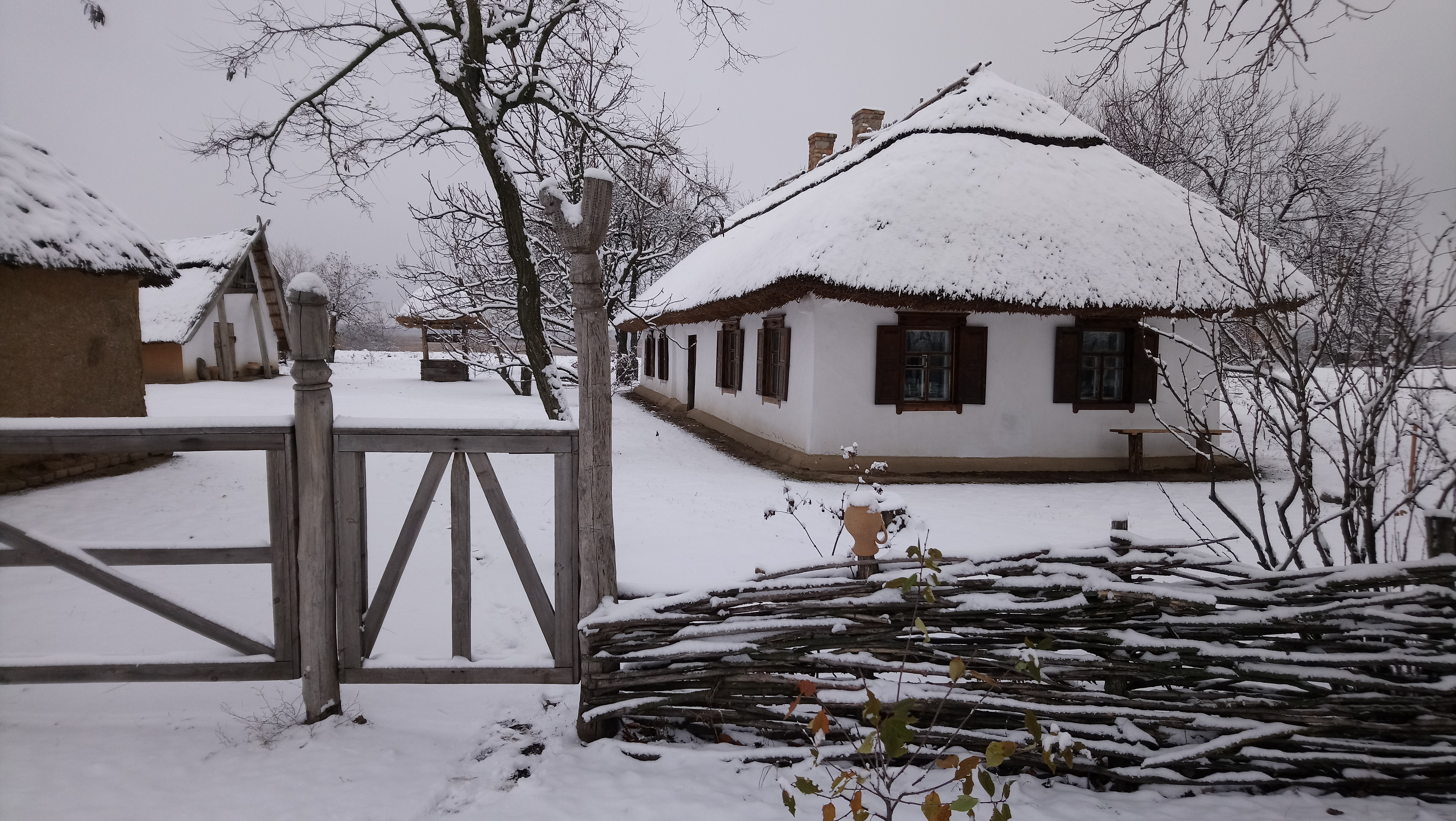
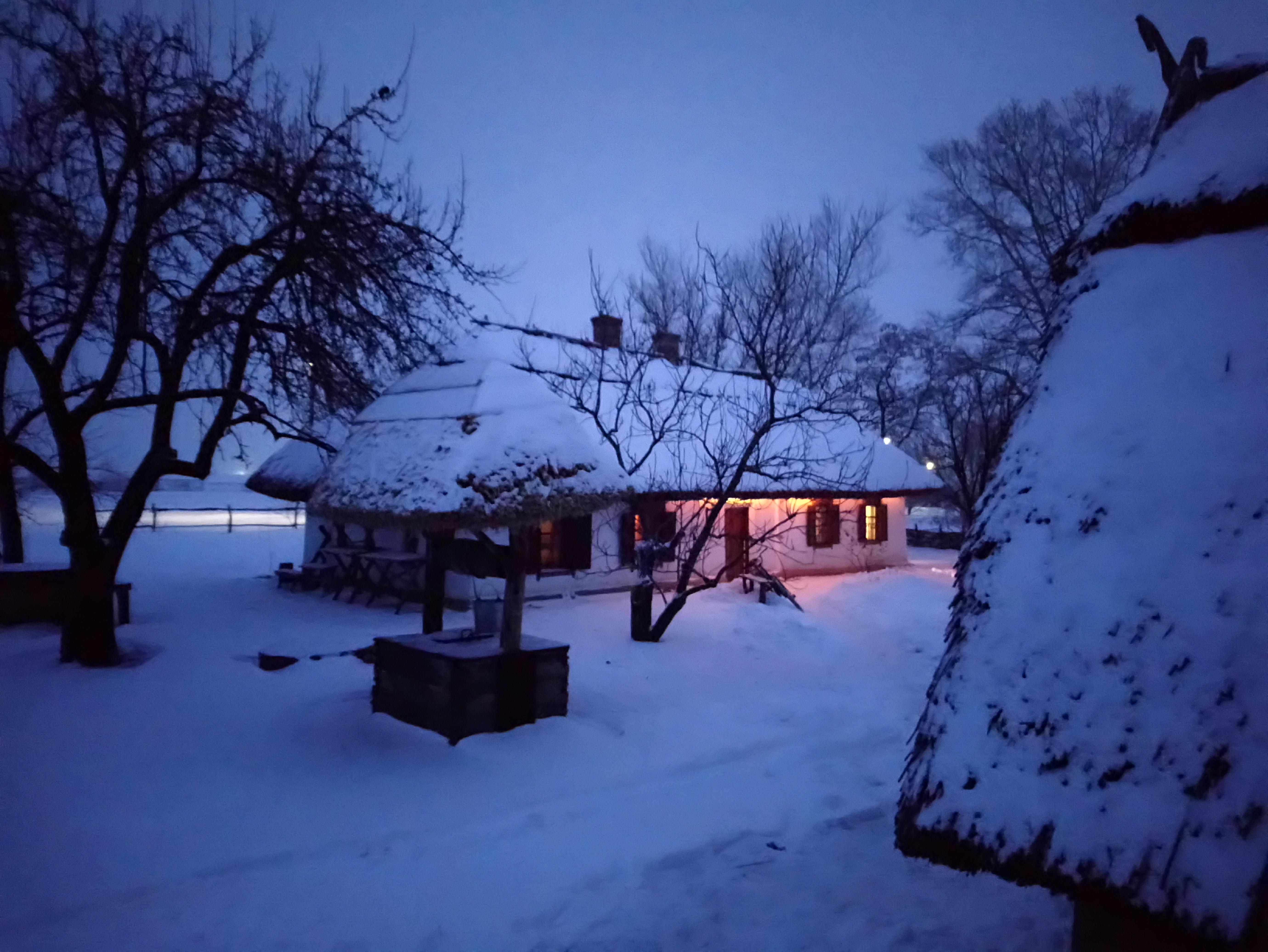
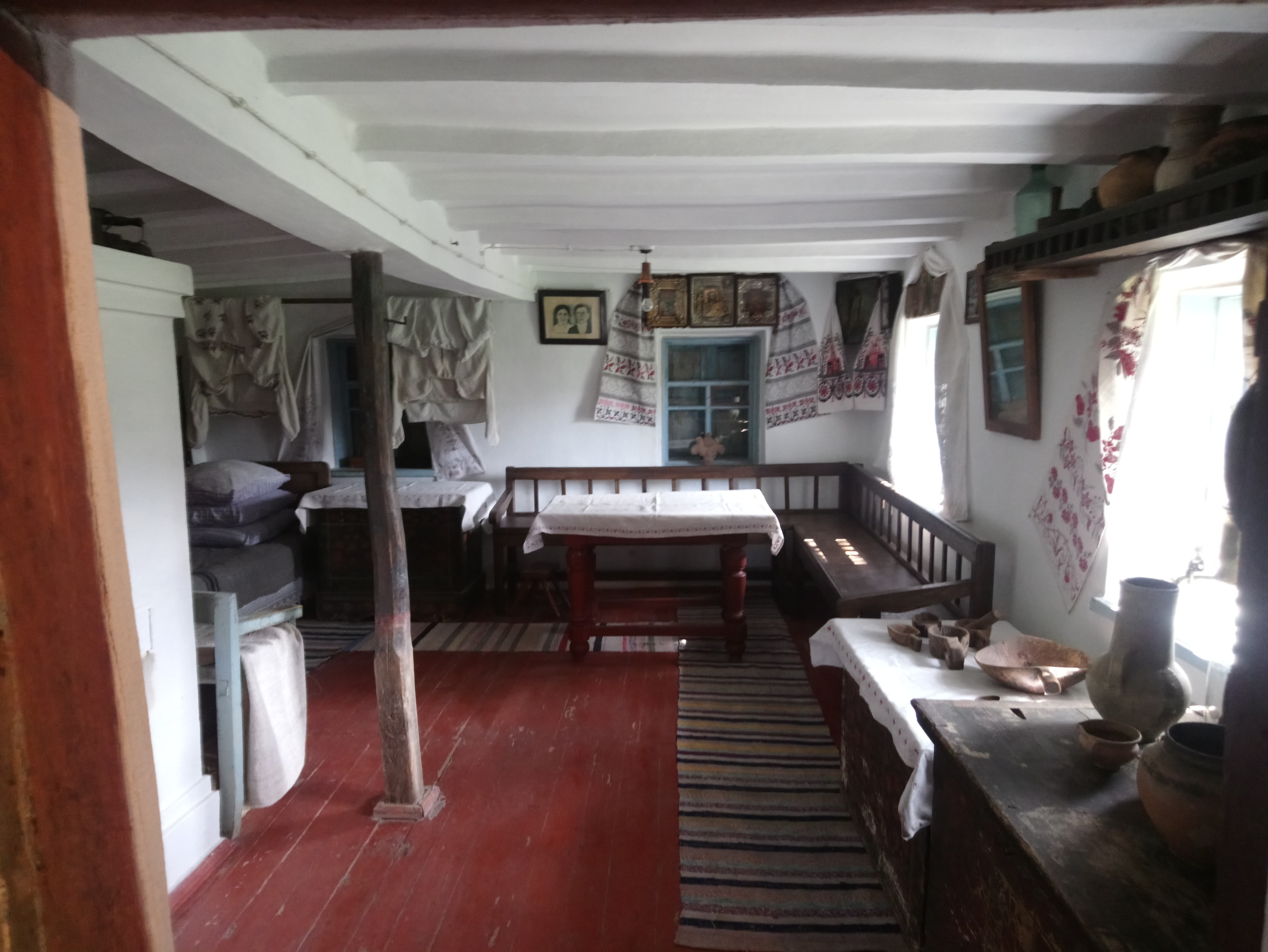
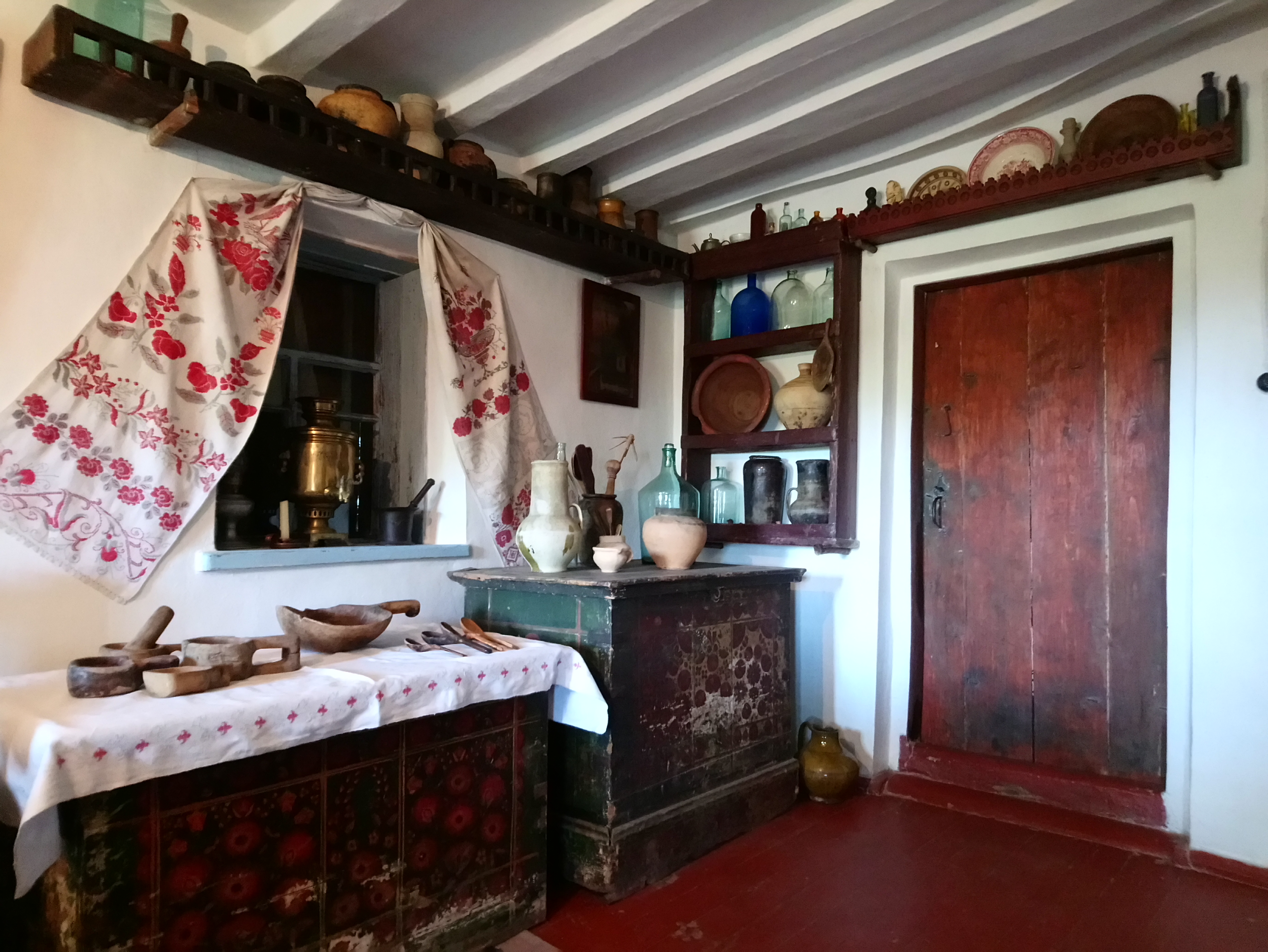
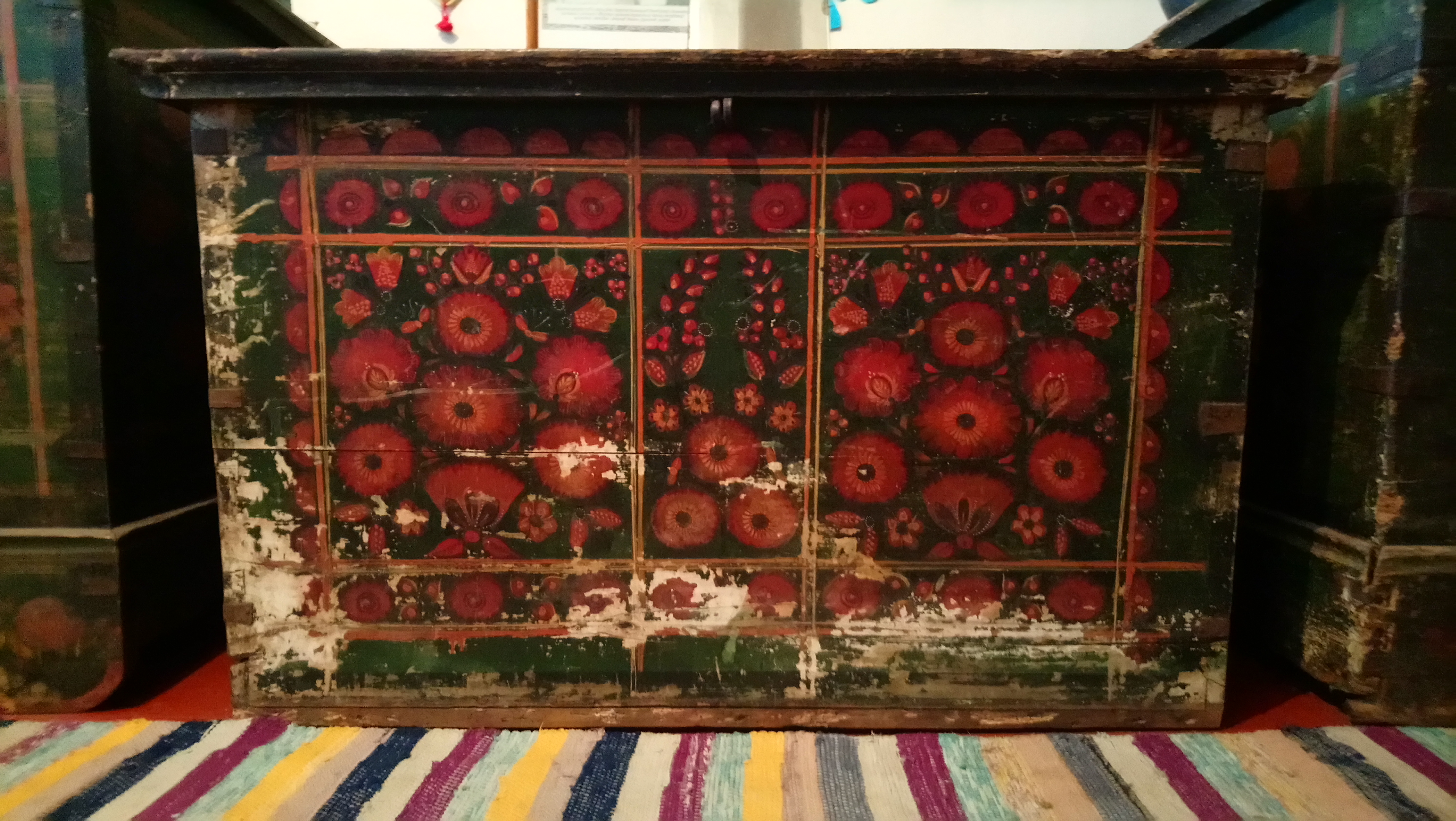
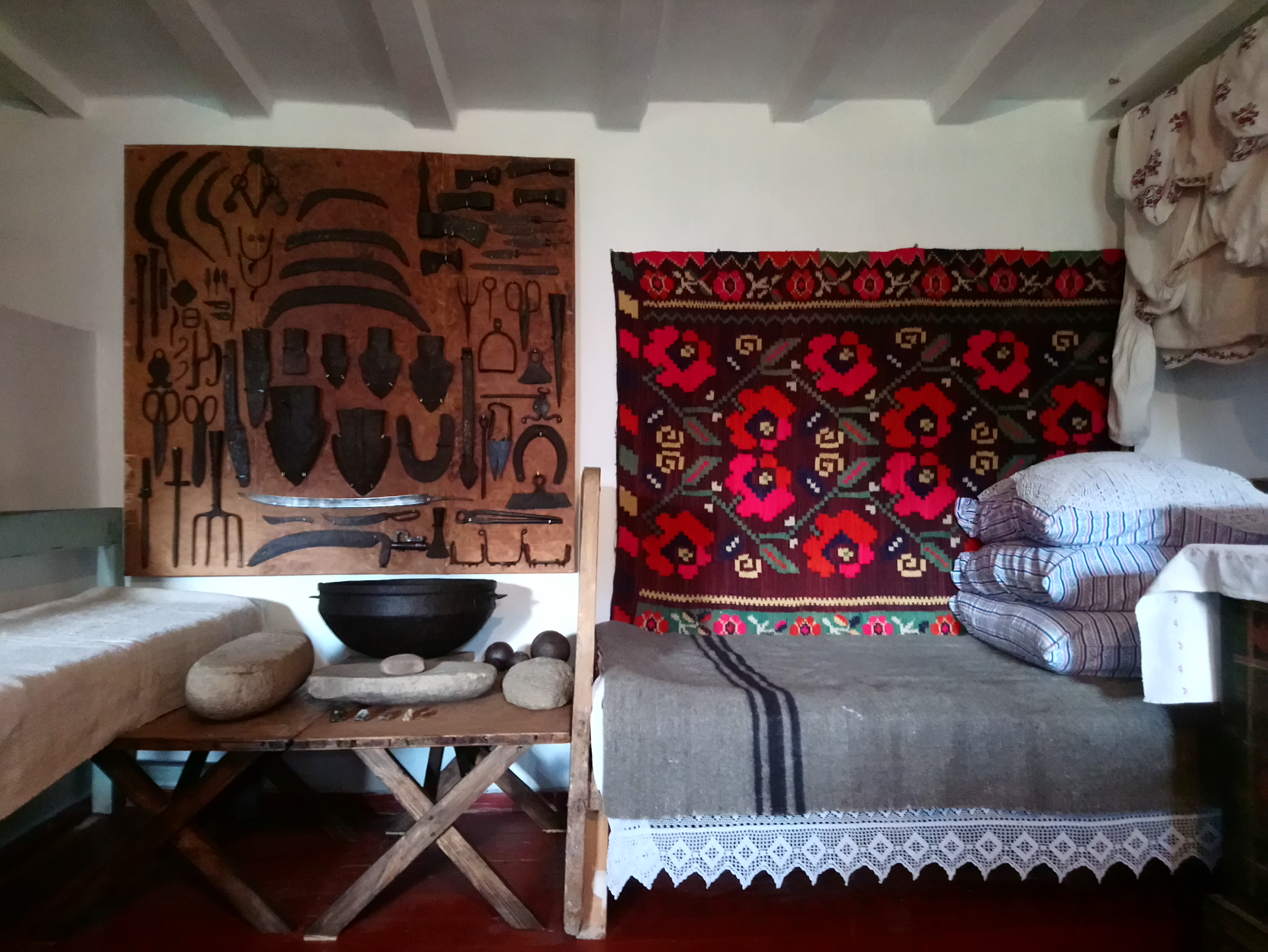
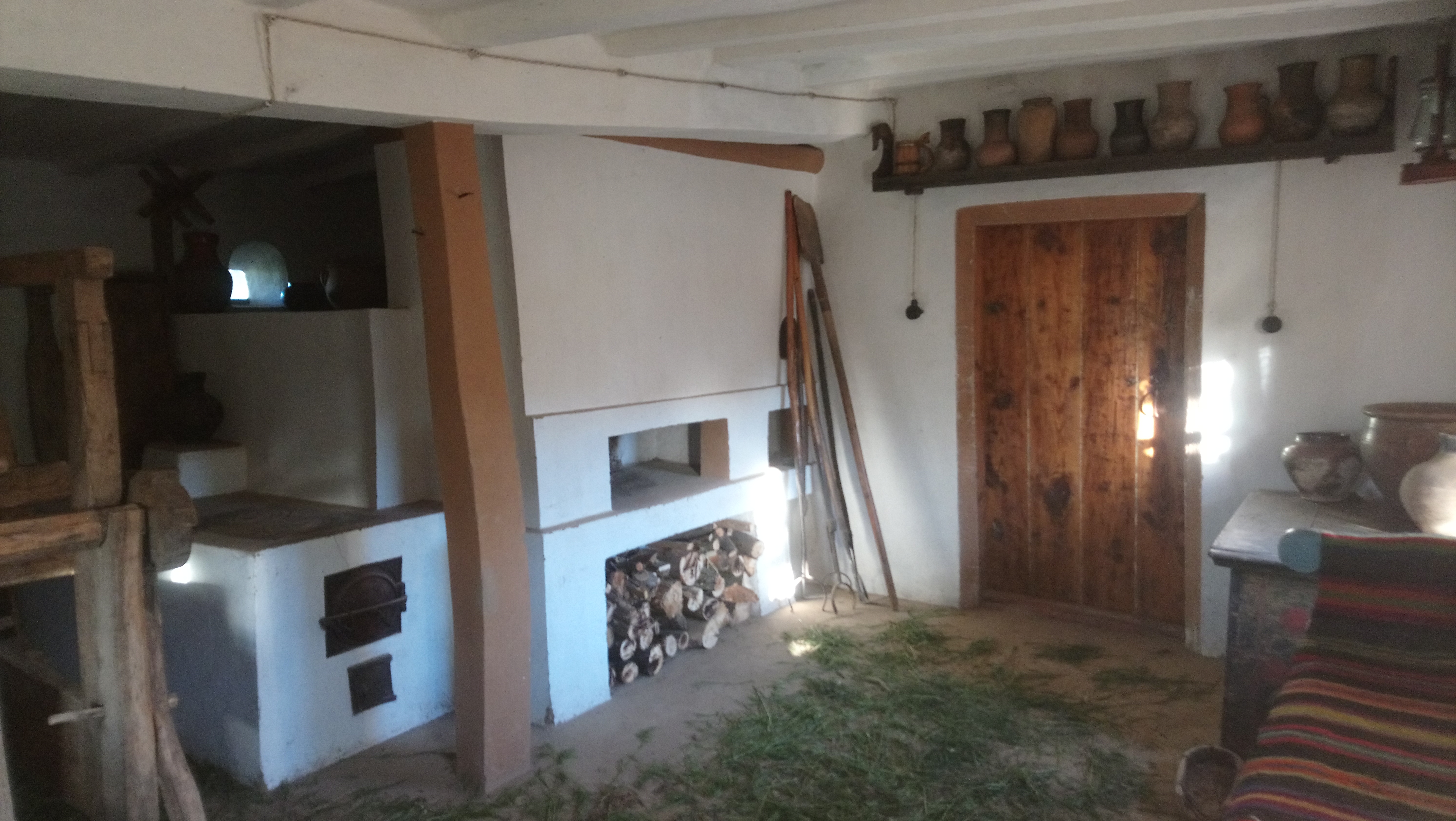
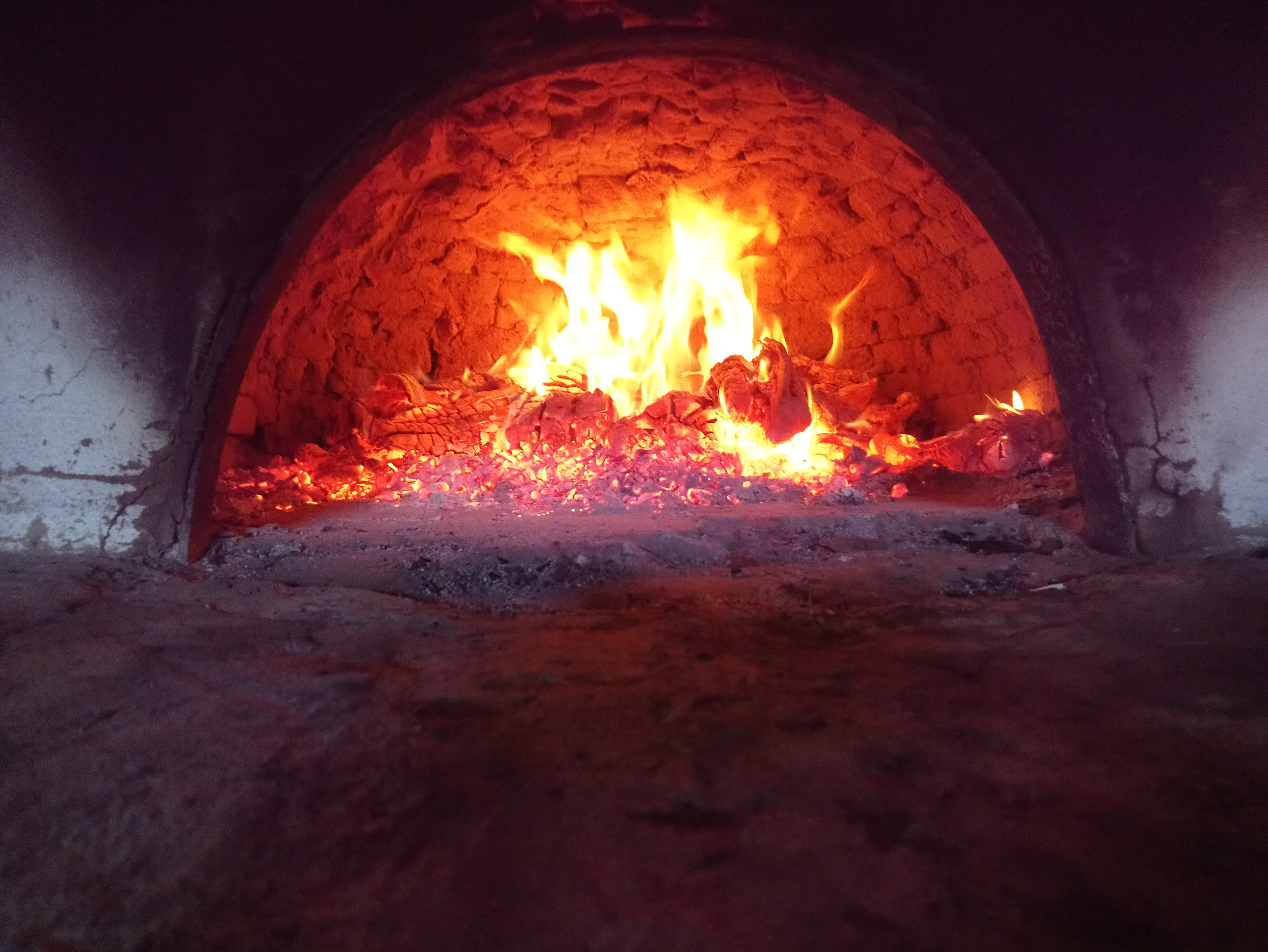
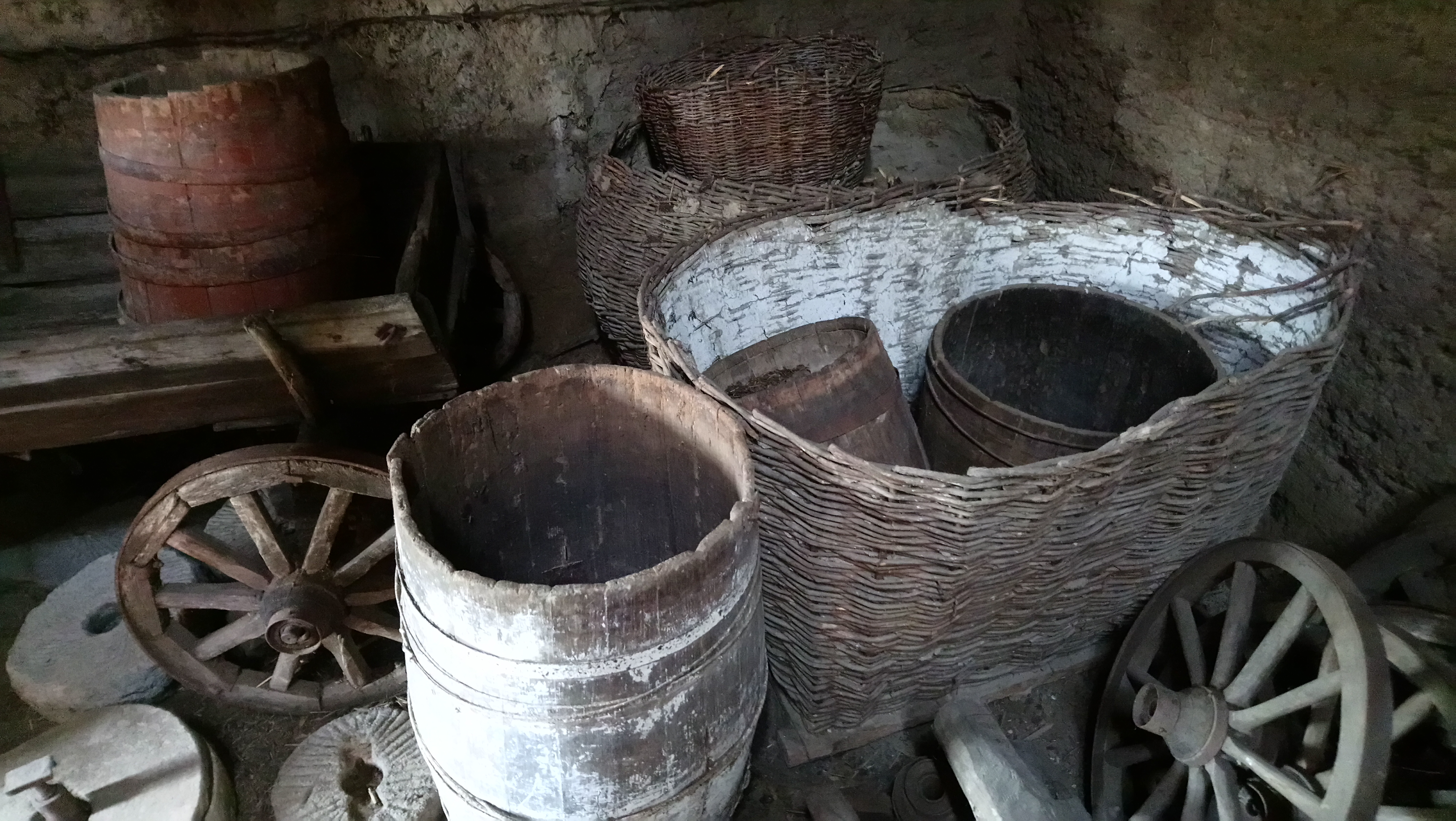
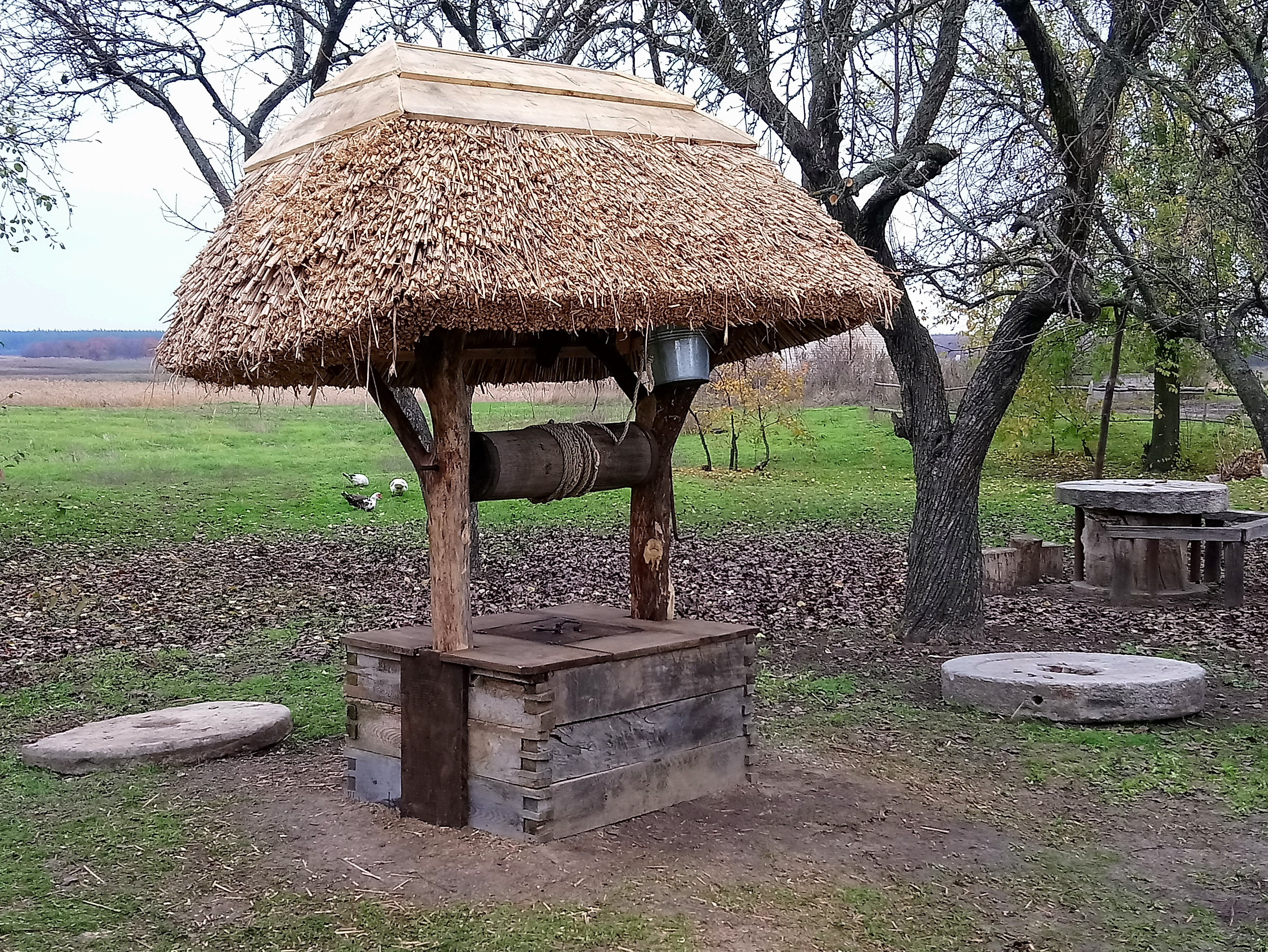
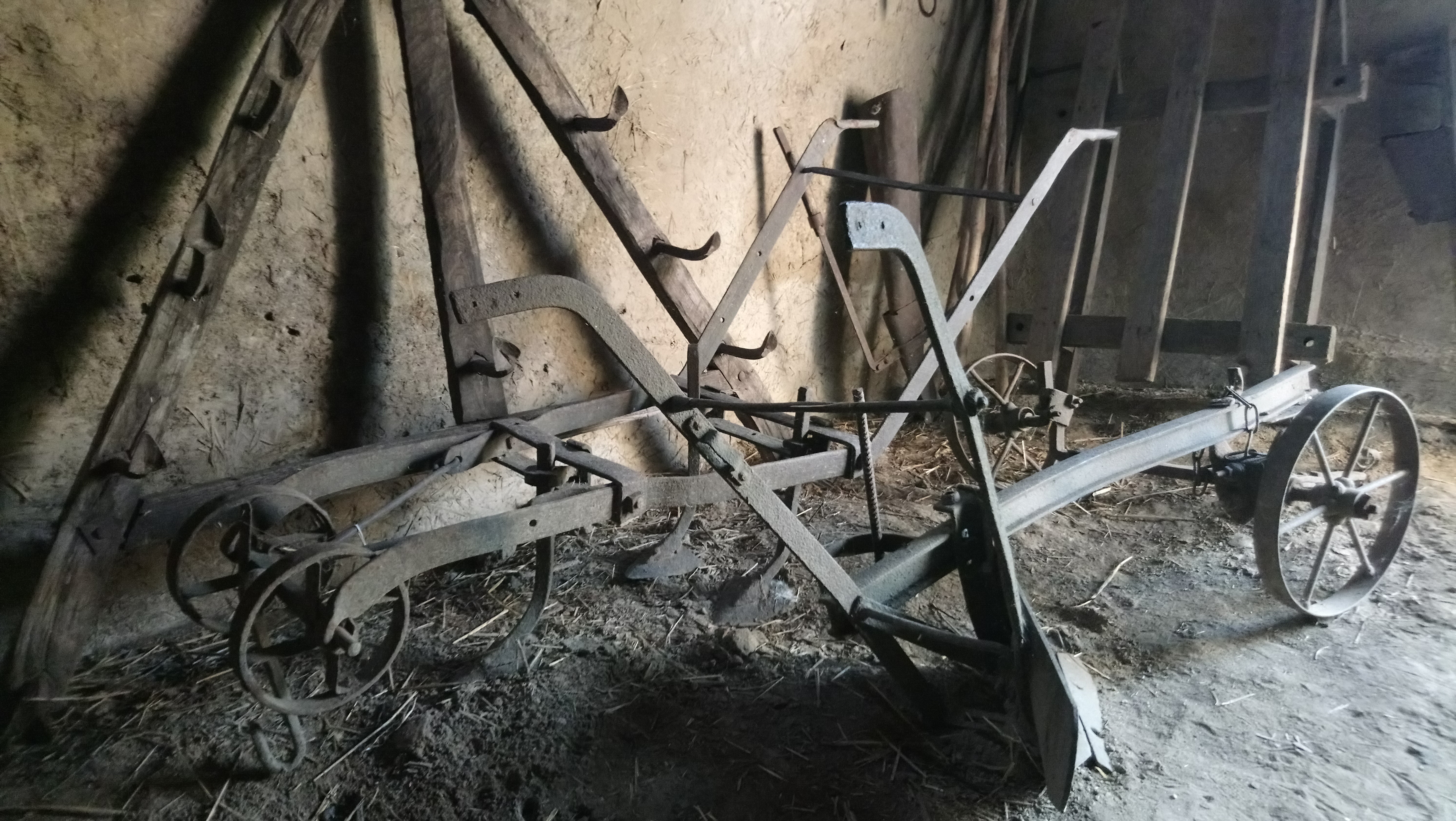